# شیرندینگ
شیرندینگ (به آلمانی: Schirnding) یک شهر در آلمان است که در Wunsiedel واقع شده‌است. شیرندینگ ۱٬۴۱۵ نفر جمعیت دارد.